# Glock 20
Glock 20 (Глок-20) — самозарядный пистолет фирмы Glock под патрон 10 mm Auto. Из-за более мощного используемого патрона примерно на 165 граммов тяжелее пистолета Glock 17, также он длиннее на 5 мм (209 мм против 204 мм) (ствол на 3 мм (117 мм против 114 мм)), выше на 1 мм (139 мм против 138 мм) и шире на 2,5 мм (32,5 мм против 30 мм). Другими моделями Glock под данный патрон являются субкомпактный Glock 29 и целевой Glock 40 с удлинённым стволом.

## Конструкция
Glock 20 имеет конструкцию одинаковую с другими пистолетами фирмы Глок (за исключением пистолетов Glock 25 и Glock 28 использующих другой принцип работы автоматики — принцип свободного затвора). Автоматика пистолета работает по принципу использования отдачи при коротком ходе ствола, отпирание затвора происходит при перекосе ствола в вертикальной плоскости вследствие взаимодействия фигурного паза в приливе казённой части ствола с корпусом пистолета. Запирание производится за счёт вхождения прямоугольной казённой части ствола в окно для выброса гильз. Ударно-спусковой механизм ударниковый, с частичным взведением, и довзведением при каждом выстреле. Имеются три автоматических предохранителя: предохранитель на спусковом крючке блокирует движение крючка назад, освобождая его только при нажатии непосредственно на сам спусковой крючок; один предохранитель ударника делает невозможным выстрел при срыве ударника, второй блокирует ударник до тех пор пока не будет выжат спусковой крючок, ручных предохранителей пистолет не имеет. Рамка пистолета сделана из полимерного материала.

## Варианты
- Glock 20C — оснащён компенсатором у дульного среза и отверстиями в затворе-кожухе под них, уменьшающим подскок оружия при выстреле[7].
- Glock 20SF — отличается рукояткой уменьшенной ширины. Варианты SF также существует для Glock 21, 29 и 30[8].
- Glock 20 Gen4 — модель 20 четвёртого производственного поколения, содержит следующие отличия:

Рукоять стандартно имеет исполнение RTF, но по сравнению с RTF2 пистолетов третьего поколения, между точками находятся бо́льшие промежутки — 25 точек на см², вместо 64 у RTF, а сами точки крупнее.
Задняя часть рукояти выполнена в виде отдельной сменной детали под названием «задняя пластина» (back strap). Стандартно устанавливается деталь минимального размера SF (short frame). В комплекте с пистолетом идут две дополнительные детали M (medium) и L (large), которые можно установить вместо стандартной. Деталь М увеличивает дистанция до спускового крючка на 2 мм, L — на 4 мм. Таким образом, они позволяют улучшить эргономику рукояти стрелкам с более длинными пальцами. Для смены детали требуется удалить крепёжный штифт, для чего в комплекте предусмотрен специальный инструмент.
Кнопка защёлки магазина стала крупнее и удобнее. Также появилась возможность переставлять её на правую сторону (удобнее стрелкам левшам). В связи с этим на магазинах пистолетов четвёртого поколения появилось второе окошко под зуб защёлки, с правой стороны. Магазины пистолетов предыдущих поколений можно использовать в пистолетах четвёртого поколения, но только в том случае если кнопка установлена слева.
Вместо одной возвратной пружины, на пистолетах четвёртого поколения стали устанавливать две пружины разного диаметра (на одном направляющем стержне). В этом случае возникающая при отдаче нагрузка распределяется более равномерно, живучесть каждой отдельной пружины повышается, снижается ощущаемая стрелком отдача.
В отличие от предыдущих поколений, четвёртое имеет на затворе соответствующую маркировку — Glock 20 Gen4. В настоящее время Glock 20 выпускается только в вариантах Gen4 и SF.

## На вооружении
- Австралия — специальный отряд полиции (SOG) штата Виктория[9].
- Дания — патруль Сириус и персонал станции Норд в Гренландии — для защиты от белых медведей[10].

В полиции США на данный момент:
- Алабама:
  - Полицейский департамент Стивенсона[11]
- Виргиния:
  - Полицейский департамент округа Принс-Уильям[12]
    - SWAT полицейского департамента округа Принс-Уильям[13]
- Индиана:
  - Полицейский департамент Сент-Джона[14]
- Колорадо:
  - Полицейский департамент Лавленда[15]
- Монтана:
  - Офис шерифа округа Биллингс[16]
  - Полицейский департамент Биллингса[17]
  - Полицейский департамент Глазго — с 2009 года[18]
  - Офис шерифа округа Йеллостоун[19]
- Миннесота:
  - Полицейский департамент Баффало[20]
- Мичиган:
  - Департамент шерифа округа Альпена[21]
- Нью-Джерси:
  - Полицейский департамент Брика[22]
- Нью-Йорк:
  - Полицейский департамент Ньюкасла[23]
- Оклахома:
  - Офис шерифа округа Поуни[24]
- Техас:
  - Полицейский департамент Бэйтауна[25]
  - Полицейский департамент Веймара[26]
- Флорида
  - Полицейский департамент Коконат-Крик[27]

Ранее состоял на вооружении в полиции:
- Вайоминг:
  - Полицейский департамент Лэндера — до 2012 года[28]
- Калифорния:
  - Департамент шерифа округа Сонома[29]
- Нью-Мексико:
  - Департамент шерифа округа Луна[30]
- Техас:
  - Полицейский департамент Плано[31]
- Флорида
  - Офис шерифа округа Клэй[32]